# Комсомольская (Мокроусовский район)
Комсомольская — упразднённая деревня в Мокроусовском районе Курганской области. Входит в состав Семискульского сельсовета. Упразднена в 2007 году.

## Географическое положение
Располагалась на суходоле между болот Волчье, Гусинный Брод, Кругленькое и Чертова, на расстоянии примерно 8 километров (по прямой) к северо-востоку от села Одино.

## История
Упразднена законом от 04 октября 2007 года № 294.

## Население
Согласно результатам Всероссийской переписи населения 2002 года, в деревне проживал 71 человек, в национальной структуре населения казахи составляли 32 %, русские — 63 %.